# Antiopi Melidoni
Antiopi Melidoni (em grego:  Αντιόπη Μελιδώνη; Atenas, 11 de outubro de 1977) é uma jogadora de polo aquático grega, medalhista olímpica.

## Carreira
Melidoni fez parte da equipe da Grécia que conquistou a medalha de prata nos Jogos Olímpicos de 2004, em Atenas.